# Вирбовка
Вирбо́вка (болг. Върбовка) — село у Великотирновській області Болгарії. Входить до складу общини Павликени.

## Населення
За даними перепису населення 2011 року у селі проживали 1333 особи.
Національний склад населення села:
| Національність   | Кількість осіб | Відсоток |
| ---------------- | -------------- | -------- |
| турки            | 298            | 46,6%    |
| болгари          | 289            | 45,2%    |
| цигани           | 50             | 7,8%     |
| Всього відповіли | 639            |          |

Розподіл населення за віком у 2011 році:
Динаміка населення: